# Messblende
Die Messblende ist als Bestandteil einer Blendenmessstrecke ein Sensor, mit dem der Durchfluss einer Rohrleitung nach dem Differenzdruck-Verfahren gemessen werden kann. Zur Messung selbst ist ein Differenz-Druckmessgerät sowie die Kenntnis der Stoffwerte (Viskosität, Dichte und Isentropenexponent) erforderlich. Das ganze ist ein System zur Durchflussmessung nach dem Wirkdruckverfahren. Die Einzelheiten sind in der Norm ISO 5167-1 und -2:2003 (früher DIN 1952) sowie für Sonderanwendungen in der VDI 2041 definiert.

## Funktion

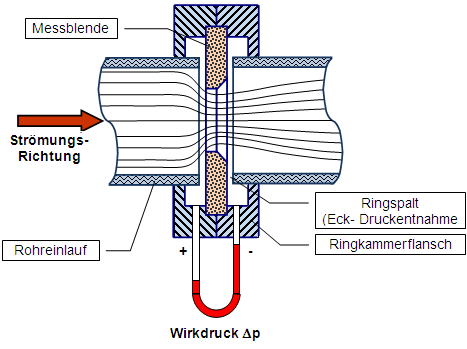
Schema einer Blendenmessstrecke mit Eckdruckentnahme nach DIN EN ISO 5167-2

Der gleichförmige Durchfluss eines Fluids in einer Rohrleitung wird durch die Blende eingeschnürt (Querschnittsverengung), sodass sich an dieser Stelle die Geschwindigkeit erhöht (Kontinuitätsgleichung). Die Zunahme der Geschwindigkeit an der Einschnürstelle bewirkt entsprechend der bernoullischen Energiegleichung eine Verringerung des statischen Druckes. Die dabei entstehende Druckdifferenz wird als Wirkdruck bezeichnet und ist ein Maß für den Durchfluss (Volumen- oder Massenstrom).
Die wesentlichen Merkmale einer Normblende sind eine scharfe Einlaufkante, eine konzentrische Anordnung der Bohrung sowie eine zylindrische Bohrung von definierter Länge. Der mögliche Messbereich (Min/Max) liegt bei 1 zu 10; bei Durchflussmessungen für kaufmännische Abrechnungen (englisch fiscal metering) wird nur ein Bereich von 1 zu 3 verwendet. Die Durchflussmessung mit einer Messblende bzw. einer Blendenmessstrecke ist eichfähig, muss aber nicht kalibriert werden. Entsprechen die Geräte den hohen geometrischen Anforderungen der ISO 5167, so kann aus der Geometrie des Drosselelementes, den jeweiligen Stoffwerten des Fluids und dem Wirkdruck über das Drosselelement der Durchfluss berechnet werden. Dabei werden Genauigkeiten bis zu ±0,2 % erreicht. Die jeweilige Messabweichung wird primär durch den jeweiligen Fehler der Differenzdruckmessung bestimmt, da der Durchfluss proportional der Quadratwurzel aus dem Differenzdruck ist. Bei höheren Genauigkeitsanforderungen ist ebenfalls der Einfluss der Temperatur und der Dichteänderung des Fluids zu berücksichtigen.
Entscheidenden Einfluss auf die Messgenauigkeit haben weiterhin die Ein- und Auslaufstrecken, die in der ISO 5167 detailliert beschrieben sind. Der hier geforderte störungsfreie Strömungsverlauf (mit einer Länge von 6- bis zu 44-mal dem Rohrinnendurchmesser) steht häufig mit dem zur Verfügung stehenden Platzangebot in Konflikt. Infolge der erhöhten Reibung hat eine Blendenmessstrecke einen höheren Druckverlust (bleibenden Differenzdruck) als andere Durchflussmessgeräte. Dieser hängt ab von den Fluideigenschaften sowie vom Durchmesserverhältnis {\displaystyle \beta } und ist kleiner als der Wirkdruck, beträgt jedoch üblicherweise mindestens 40 %. Bevorzugt werden Messblenden daher vor allem zur Kalibrierung von Volumenstrommessgeräten und in Prüfeinrichtungen eingesetzt.

## Anwendung

Beispiel einer Blendenmessstrecke mit Aluminiumblendenkörper

Die Blendenmessung wird aktuell aufgrund ihrer hohen Messgenauigkeit bei geringer Störanfälligkeit in verschiedenen Bereichen zur Durchflussmessung von Fluiden angewandt, z. B. bei
- Durchflussmessungen, die Basis einer Abrechnung sind
- Messungen von Fluiden mit sehr hohen Temperaturen (z. B. in Kraftwerken)
- Kalibrierungen von Volumenstrommessgeräten
- Prüfständen, die sehr hohe Anforderungen an die Messgenauigkeit des Volumenstromes stellen
- Ventilator-Prüfständen nach DIN 24163 sowie nach DIN EN ISO 5801.

Aus Gründen der Energieeffizienz (vergleichsweise hoher bleibender Druckverlust) ist die Verwendung von Messblenden bei gebäude- und verfahrenstechnischen Anlagen in den vergangenen Jahren jedoch deutlich zurückgegangen.

## Kenngrößen für die Berechnung
Die mathematischen Grundlagen liefert die Strömungslehre, insbesondere die Bernoulli-Gleichung. Nach dieser Grundlage wurden Durchflusskoeffizienten empirisch ermittelt. Nach dem Ähnlichkeitsgesetz (Reynolds-Zahl) sind diese Durchflusskoeffizienten allgemein gültig und lassen sich so auf die konkrete Installation übertragen. Aufgrund der geometrischen Einschränkungen der Norm ISO 5167 ist die Volumenstrommessung für Luft mit Blendenmessstrecken üblicherweise im Bereich zwischen 11 m³/h und 100.000 m³/h möglich. Die untere Grenze wird durch die Forderung der Norm gebildet, dass der Rohrinnendurchmesser nicht kleiner als 50 mm und die kleinste zulässige Reynolds-Zahl-bezogen auf den Rohrinnendurchmesser oberhalb 5.000 liegen muss. Die kleinste zulässige Reynolds-Zahl ist abhängig von dem gewählten Durchmesserverhältniss {\displaystyle \beta } der Gestaltung der Druckentnahmen für den Wirkdruck (nach Norm ist diese als Eckdruckentnahme, als Flanschdruckentnahme und als D-; D/2 Druckentnahme möglich).
- D Innendurchmesser der Rohrleitung bei Betriebstemperatur
- d Innendurchmesser der Blende bei Betriebstemperatur
- {\displaystyle \beta } Durchmesserverhältnis ({\displaystyle \beta =d/D})
- Re Reynolds-Zahl bezogen auf den Rohrinnendurchmesser
- {\displaystyle C} Durchflusskoeffizient ({\displaystyle C=f(\beta ,Re)})
  - Für die softwarebasierte Berechnung wurden verschiedene Näherungsgleichungen entwickelt. Beispielhaft ist hier für eine Blendenmessstrecke mit Eckdruckentnahme und einem Rohrinnendurchmesser größer 71,12 mm die nachstehende Reader-Harris/Gallagher-Gleichung[1] dargestellt, die auch Bestandteil der ISO 5167-2 ist.
 {\displaystyle C=0{,}5961+0{,}0261\cdot \beta ^{2}-0{,}216\cdot \beta ^{8}+0{,}000521\cdot (10^{6}\cdot \beta /Re)^{0{,}7}+(0{,}0188+0{,}0063\cdot (19000\cdot \beta /Re)^{0{,}8})\cdot \beta ^{3{,}5}\cdot (10^{6}/Re)^{0{,}3}}
  - Für Blendenmessstrecken mit einem Rohrinnendurchmesser zwischen 50 mm und 71,12 mm, sowie für Alternativen zur Eckdruckentnahme, ist die hier dargestellte Gleichung mit weiteren Koeffizienten zu erweitern, die z. B. in der internationalen Norm ISO 5167-2 dargestellt sind.
- {\displaystyle \kappa } Isentropenexponent (für Gase)
- {\displaystyle \epsilon } Expansionszahl (nur für kompressible Medien, für inkompressible Medien ist {\displaystyle \epsilon =1})
- {\displaystyle p_{1}} Plusdruck (Absolutdruck vor der Blende)
- {\displaystyle \rho _{1}} Dichte des Fluids vor der Blende bei Betriebstemperatur
- {\displaystyle \Delta p} Wirkdruck ({\displaystyle \Delta p=p_{1}-p_{2}})
- {\displaystyle q_{m}} Massedurchfluss {\displaystyle q_{m}={\frac {C}{\sqrt {1-\beta ^{4}}}}\cdot \epsilon \cdot {\frac {\pi }{4}}\cdot d^{2}\cdot {\sqrt {2\cdot \Delta p\cdot \rho _{1}}}}
- {\displaystyle q_{V}} Volumendurchfluss {\displaystyle q_{V}=q_{m}/\rho _{1}}